# Rimjingang
| Rimjingang               | Rimjingang       |
| Japanischer Name         | Japanischer Name |
| ------------------------ | ---------------- |
| Kanji                    | リムジンガン     |
| Rōmaji nach Hepburn      | Rimujingan       |
| Koreanischer Name        |                  |
| Hangeul                  | 림진강           |
| Hanja                    | 臨津江           |
| Revidierte Romanisierung | Rimjin-gang      |
| McCune-Reischauer        | Rimjin'gang      |

Rimjingang ist eine japanische Zeitschrift über Nordkorea, die seit November 2007 alle zwei Monate erscheint. Sie ist benannt nach dem Rimjin-gang (in Südkorea Imjin-gang), einem Fluss, der von Nord- nach Südkorea fließt. Die Zeitschrift wurde von Choi Jin-i, einem Südkoreaner nordkoreanischer Herkunft, in Zusammenarbeit mit dem japanischen Verlagshaus Asia Press (Tokio) gegründet. Choi trat aber aus dem Projekt nach der vierten Ausgabe aus.
Rimjingang soll Nordkoreanern objektive Informationen über ihr Land sowie dem Ausland Informationen aus Nordkorea zugänglich machen. Für die Zeitung arbeiten nordkoreanische Bürger, die ein Journalistentraining in der Volksrepublik China absolviert haben. Dabei müssen sie ihre Tätigkeit vor den Staatsorganen Nordkoreas geheim halten. Seit April 2007 gibt es auch eine japanischsprachige Ausgabe. Im Oktober 2010 erscheint eine relativ kostenintensive Ausgabe auf Englisch. Auf der Website der Zeitschrift werden Inhalte in englischer, japanischer und koreanischer Sprache angeboten. In Nordkorea sind derzeit etwa zehn Menschen journalistisch für Rimjingang tätig.